# Волгин, Александр Николаевич
Александр Николаевич Волгин (1840-е — 1869) — русский писатель, поэт.

## Биография
Из купеческой семьи. Поступил в Санкт-Петербургский практический технологический институт (1856), откуда был исключён (с 3-го курса) в январе 1862 года за участие в студенческих выступлениях. Весной того же года примкнул к «великоруссцам» и тогда же стал секретным агентом петербургского обер-полицмейстера, через которого Третье отделение получало от него сведения о группе «Великорусс», об обществе «Земля и воля», о «Шахматном клубе», «Клубе поморных» (при «Искре»). К 1862 году относятся и первые выступления Волгина в печати (стихотворения «Ветер», «Невесёлая жизнь»). Печатался в журнале «Искра» (1866―1868) , «Будильник» (1866―1869), а также в газетах «Русь» и «Петербургский листок» (1864), журналах «Развлечение» (1867―1868), «Литературная библиотека» (1867), в «Невском сборнике» (1867), посмертно ― в сборнике «Пикантные мотивы» (1874) и др. Поэзия Волгин развивалась преимущественно в рамках так называемого обличительного направления (часто ― фельетонного обозрения в стихах). Сборник стихотворений Волгина «Смешные песни» (1868) послужил поводом для М. Е. Салтыкова-Щедрина рассмотреть современное состояние сатирической литературы и, охарактеризовав её как «оскудевающую», поставить вопрос о причинах, заставляющих писать «не так, как желается». Выступал и как поэт-лирик. Рассказы и повести Волгина публиковались в газете «Сын отечества» («Женитьба» ― 1864; «Золотая паутина» ― 1865; «Калинины» ― 1866; «Житейские волны» ― 1866 и другие). Здесь же он был одним из авторов еженедельного обозрения «Листок» (1866―1867; подпись А. В.). То, что Волгин-литератор и Волгин-агент Третьего отделения ― одно лицо, устанавливается сопоставлением его следственного дела с биографическими сведениями о нём, содержащимися в письме И. Ф. Василевского к П. В. Быкову от 24 июня 1876 года и в документах Технологического института.